# Ulica Komandorska we Wrocławiu
Ulica Komandorska – jedna z ulic Wrocławia, położona w południowej części miasta. Współczesna nazwa ulicy pochodzi od leżącej wzdłuż niej niegdyś Nowej Wsi (włączonej w granice miasta w roku 1868), nazywanej Komandorską (niem. Commende Neudorf), podobnie jak nazwa obowiązująca do roku 1945 – Neudorfstraße.
Do połowy XIX wieku główna droga Nowej Wsi Komandorskiej łączyła się z ówczesną ulicą Ogrodową (Gartenstraße; dziś ulica Piłsudskiego) Zaułkiem Wolskim (Freiheit Gasse), który położony był kilkadziesiąt metrów na wschód od obecnej ul. Komandorskiej. W roku 1863 właściciel parceli położonej na wprost drogi wiodącej z Nowej Wsi na północ odstąpił ją miastu, dzięki czemu wytyczono na niej nową ulicę ułatwiającą komunikację z miastem. Nadano jej w 1865 nazwę Neudorfstraße, a w 1870 rozciągnięto ją również na samą główną drogę włączonej do miasta Nowej Wsi. Wkrótce w zabudowie ulicy zaczęły dominować kamienice czynszowe, a pod koniec XIX wieku (w założeniach urbanistycznych z 1882 i 1895) zaplanowano i częściowo zrealizowano odcinek mający być przedłużeniem ulicy w kierunku południowym (jest to fragment Al. Wiśniowej – łącznik z ul. Sztabową w sąsiedztwie Szpitala Kolejowego, niemający jednak połączenia z samą ul. Komandorską).
Oprócz zabudowy mieszkaniowej przy Neudorfstraße znajdował się także m.in.  kompleks rozrywkowy Établissement Tivoli-Lichtspiele (pod numerem 35, na odcinku pomiędzy skrzyżowaniami z dzisiejszymi ulicami Swobodną i Skwerową), fabryka papierosów J. Przedeckiego (Türkische Cigaretten- und Tabak-Fabrik "Sultan") założona w 1860 na parcelach nr 36-38 oraz kompleks szpitalny Wenzel-Hancke wzniesiony przy południowym końcu ul. Komandorskiej w latach 1875–1911.
Podczas oblążenia Festung Breslau w 1945 w gruzach legła cała zabudowa tej ulicy z wyjątkiem paru kamienic pomiędzy torami kolejowymi a ul. Piłsudskiego oraz części zabudowań dawnego kompleksu szpitalnego. W latach 70. XX wieku wzdłuż ul. Komandorskiej wybudowano osiedle mieszkaniowe z wielkiej płyty i to ono nadają dziś charakter większej części tej ulicy.
Obecny przebieg ulicy zaczyna się skrzyżowaniem  z ul. Piłsudskiego na północy i kończy na skrzyżowaniu z ul. Kamienną na południu; łączna jej długość wynosi ok. 1,35 km. Północny koniec ulicy Komandorskiej (od ul. Piłsudskiego do wiaduktu kolejowego w ciągu estakady kolejowej) należy do osiedla Przedmieście Świdnickie, a pozostała część do osiedla Powstańców Śląskich.